# Cnemaspis kanyakumariensis
Cnemaspis kanyakumariensis — вид ящірок з родини геконових (Gekkonidae). Описаний у 2024 році.

## Поширення
Ендемік Індії. Поширений в окрузі Каньякумарі (звідси і видова назва kanyakumariensis) у штаті Тамілнаду на півдні країни. Голотип зібрано у селі Кадуккараї (8.30224°N, 77,46255°E; приблизно 80 м над рівнем моря). Інші зразки спіймані у довколишніх селах на різних висотах до 600 м над рівнем моря.